# Käbnitz
Die Käbnitz ist ein rechter Nebenfluss der Pulsnitz in Sachsen. Der Bach entspringt am nordöstlichen Stadtrand von Königsbrück zwischen dem  Wagenberg und dem Lindenberg in 183 m ü. M. und  mündet in derselben Stadt in die Pulsnitz. 

## Verlauf
Kurz nach ihrer Quelle speist sie einen künstlich angelegten Teich, unterquert die B 97 und fließt wenige hundert Meter danach durch den größtenteils verlandeten Schwanenteich. Das Ende des Flusslaufs befindet sich entlang einer nach ihr benannten Straße (An der Käbnitz), woraufhin sich auf den Stadtwiesen die drei Königsbrücker Fließgewässer Käbnitz, Mühlgraben und Pulsnitz vereinigen. Dabei fließt zuerst die Käbnitz in den heutigen Mühlgraben, der an dieser Stelle bis Mitte des 19. Jahrhunderts noch die Pulsnitz war. Im Zuge von Begradigungsmaßnahmen wurde die Pulsnitz dabei etwas weiter flussabwärts verlegt, der Zusammenfluss von Mühlgraben und Pulsnitz liegt damit etwa 50 Meter hinter der Käbnitzmündung.
Der Bachlauf bildete bis zum Ende des 19. Jahrhunderts die Grenze zwischen der Stadt Königsbrück und den nördlich, auf der Weißbacher  Lehnsflur gelegenen Berghäusern.